# Uniform m/1959

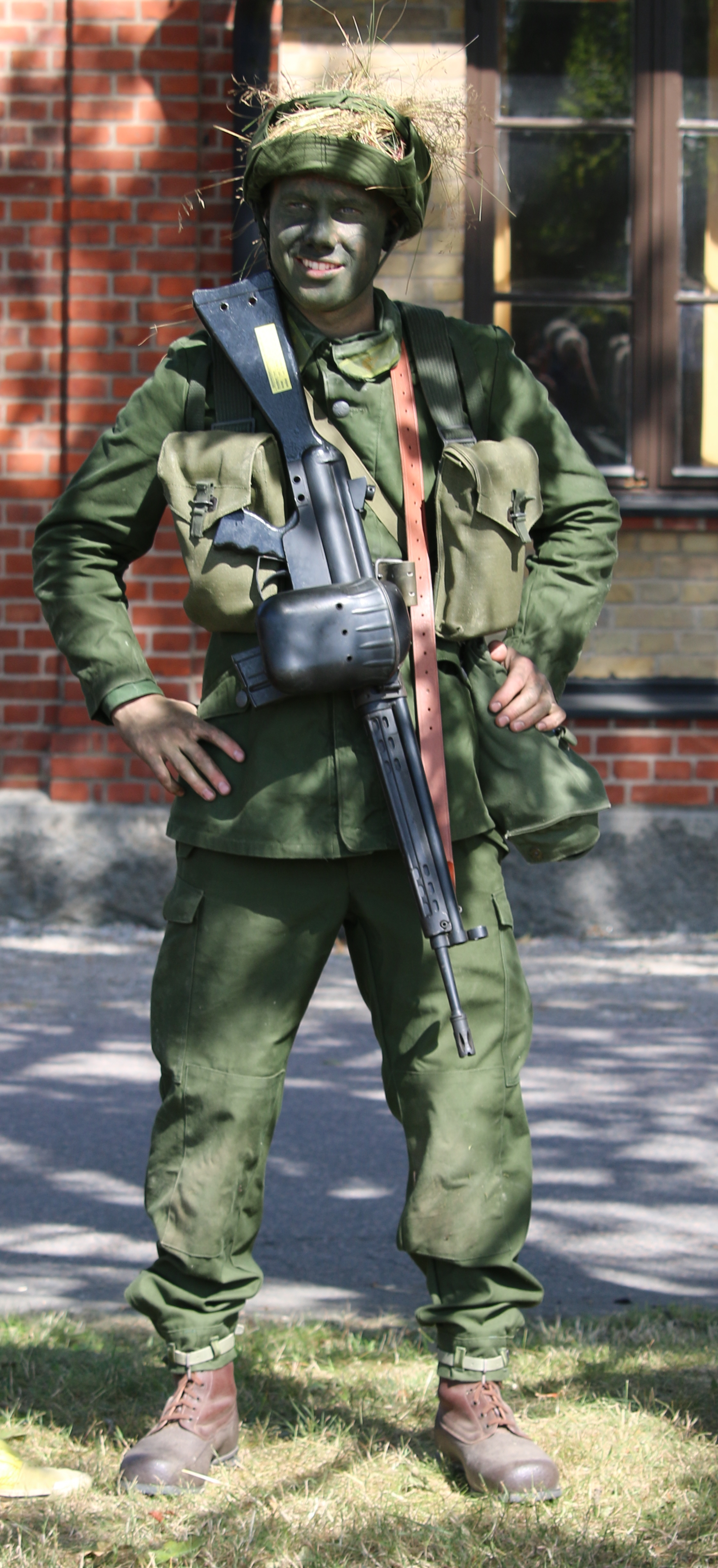
Soldat i Fältuniform m/1959 med AK4

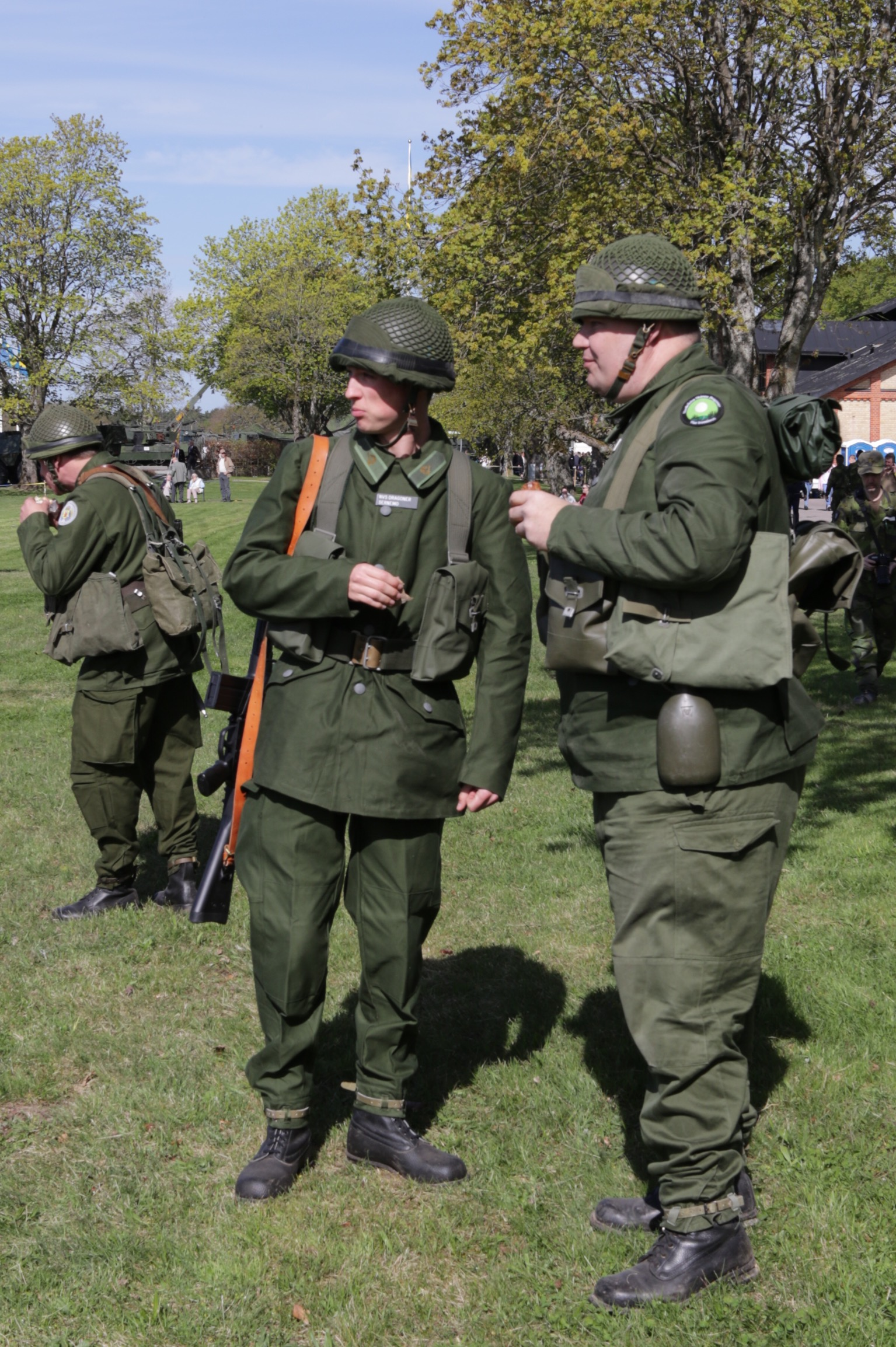
Soldater iförda Fältuniform m/1959.

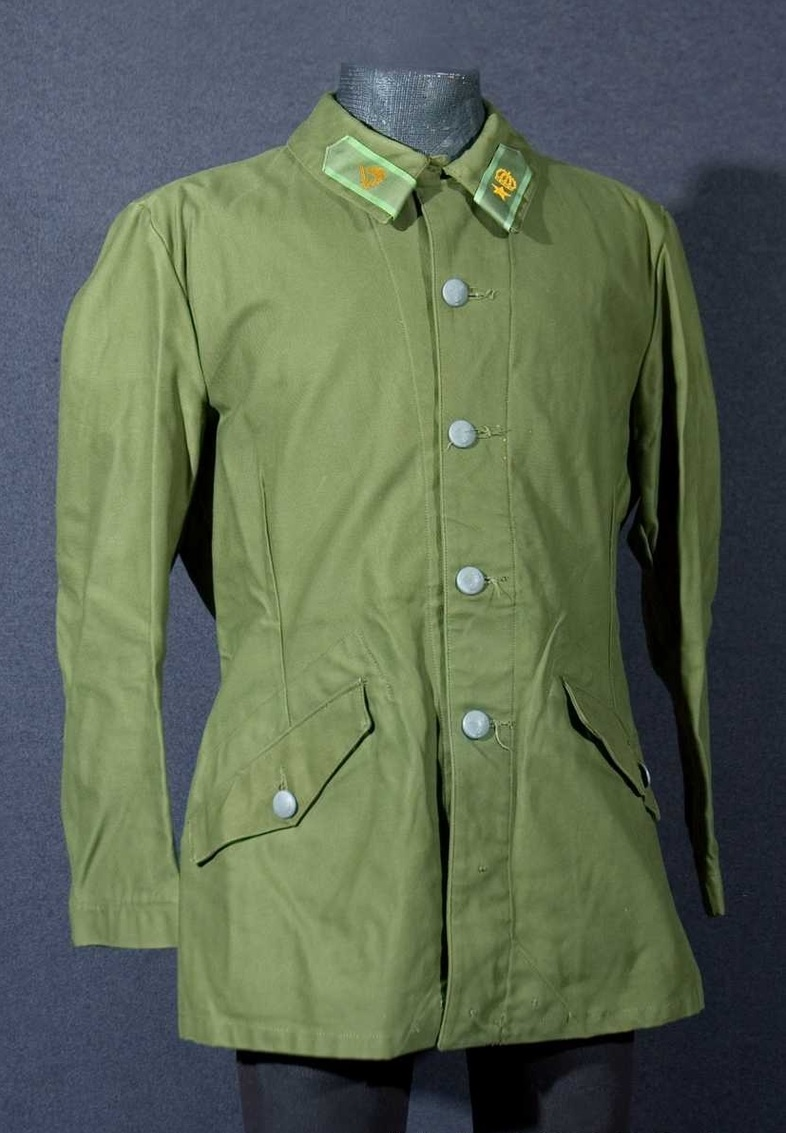
Vapenrocken tillhörande Fältuniform m/1959.

Fältuniform m/1959 var ett uniformssystem som användes inom den svenska krigsmakten/försvarsmakten.

## Användning
Denna uniform togs fram parallellt med uniform m/1958 vilka var avsedda att användas för sommar- respektive vinterbruk. Dessa två uniformer var resultatet av åtskilliga testuniformer, bland annat Försöksuniform fm/1955. Uniformssystemet ersattes successivt från början av 1990-talet av Fältuniform 90.

## Utseende
Vapenrocken och fältbyxorna är av mörkgrönt kraftigt bomullstyg. Vapenrocken går en bit ned på låret och har två framfickor, två bakfickor samt en innerficka. Vapenrocken har också i bakstyckets nederkant en slejf som vid behov kan dras mellan benen och fästas i framstyckenas nederkant. På vapenrockens kragsnibbar bärs truppslagsbeteckning och i förekommande fall gradbeteckning. Fältbyxorna har två framfickor, en bakficka och två benfickor. I byxornas nederkant finns hällor för benremmar.
Fältskjortan är av mörkgrönt bomullstyg i tuskaft. Den har krage och ett djupt sprund. Gradbeteckning bärs i förekommande fall på skjortans vänstra brösthalva.

## Persedlar

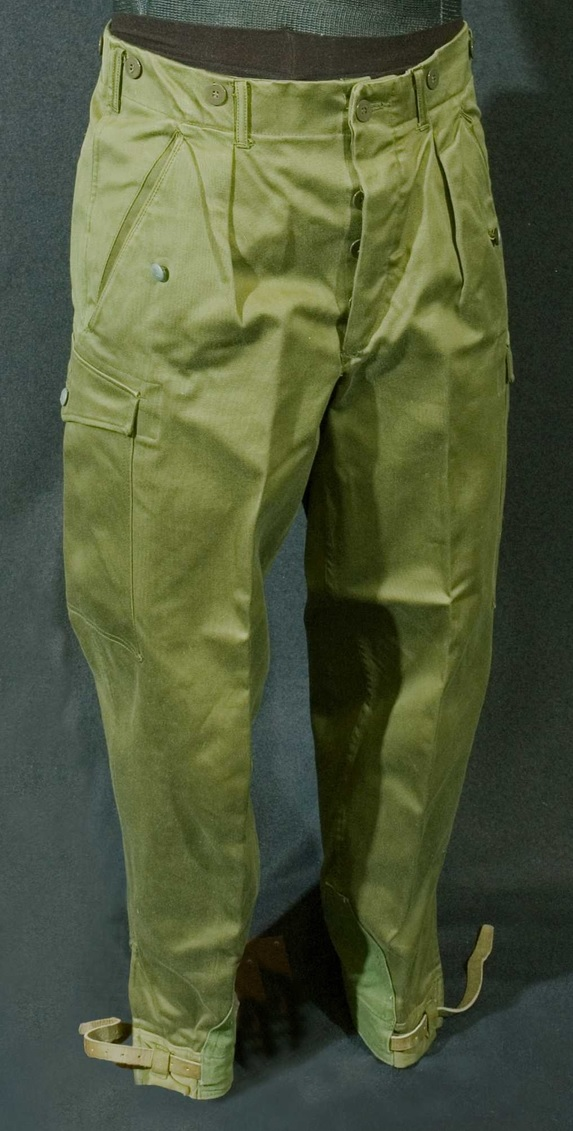
Fältbyxor m/1959 med de typiska benremmarna i byxans nederkant.

Här nedan följer de persedlar som ingick i uniformen.

### Ursprungliga persedlar
- Ankelsockor
- Baskermössa m/1952
- Fältbyxor m/1959
- Fältmössa m/1959
- Fältskjorta m/1959
- Gummistövlar
- Halsduk av Bomull
- Halsduk av Ylle
- Handskar, bruna
- Vantar
- Innerstrumpor, grå
- Livrem till Stridssele/Livrem m/1952
- Lågskor
- Långbyxor m/1959
- Marschkängor m/1959
- Gummikängor m/1959
- Skidkängor m/1959
- Pälsmössa m/1959
- Regnkappa, grön
- Ridbyxor m/1958/Ridbyxor m/1939 (endast beriden personal)
- Ridstövlar med sporrar (endast beriden personal)
- Sydväst, grön
- Vantar, grå
- Vapenrock m/1959
- Vindrock m/1959 med foder
- Ylletröja m/1959

### Senare tillkomna persedlar
- Kjol m/1970 (endast kvinnlig personal)
- Läderstövlar, svarta alternativt bruna (endast kvinnlig personal)
- Pumps, svarta alternativt gröna (endast kvinnlig personal)
- Beige strumpor (endast kvinnlig personal)
- Ylletröja m/1987, grön

### Persedlar till andra varianter
Till nedanstående varianter tillkom följande.
- Fältjacka m/1969F/Fältjacka m/1969P
- Fältbyxor m/1969F/Fältbyxor m/1969P
- Huva m/1969

## Varianter

### Fältuniform m/1969P
En variant av fältuniform m/1959 var fältuniform m/1969P. Med "P" avsågs "pansar". Denna uniform var annorlunda utformad: bland annat var den vadderad för att skydda mot stötar, slag och snabb genombränning i det fall den fattade eld, något som är en reell fara för ett pansarfordons besättning. I ryggen, strax nedanför nacken, fanns en lyftögla i en blixtlåsförsedd ryggficka. Denna lyftögla skulle användas för att kunna lyfta upp skadade besättningsmedlemmar genom pansarfordonets luckor.

### Fältuniform m/1969F
Detta är ytterligare en variant av fältuniform m/1959. Med "F" avsåg i detta fallet "flyg" och är därför anpassad till detta.